# Tert-butylhydrochinon
tert-butylhydrochinon is een aromatische verbinding met als brutoformule C10H14O2. De structuur bestaat uit een hydrochinonring waarop een tert-butylgroep is gesubstitueerd. De naam wordt gewoonlijk afgekort tot TBHQ (van de Engelse naam tert-butylhydroquinone). De zuivere stof komt voor als een witte kristallijne vaste stof, die onoplosbaar is in water.

## Toepassingen
tert-butylhydrochinon is, net zoals andere fenolderivaten, een antioxidant. Het is in de Europese Unie toegelaten als voedingsadditief. Het E-nummer is E319. TBHQ wordt gebruikt om de houdbaarheid te verlengen en verkleuring of bederf tegen te gaan, en wordt veel toegevoegd aan eetbare of etherische oliën en dierlijke en plantaardige vetten. Het kan gebruikt worden in combinatie met butylhydroxyanisol (E320) en/of gallaten (E310 tot E312).
Het wordt ook toegevoegd als stabilisator of bewaarmiddel aan cosmetische producten, pesticide-formuleringen, lakken, vernissen en dergelijk, en als inhibitor aan stoffen die spontaan kunnen polymeriseren.

## Toxicologie en veiligheid
Bij proeven op ratten en muizen is tert-butylhydrochinon niet carcinogeen bevonden.